# Священний синод Української православної церкви (Московського патріархату)
Священий синод УПЦ — третій орган управління організацією УПЦ МП після Собору та Собору єпископів. Скликається в перервах між останніми щонайменше чотири рази на рік.

## Функції
Синод, згідно зі статутом, є органом управління церквою у період між Соборами єпископів (Архієрейськими соборами).
Синод очолюється Митрополитом київським і всієї України (місцеблюстителем за версією РПЦ) і складається з десяти, включаючи митрополита київського, єпархіальних архієреїв — семи постійних і трьох тимчасових членів. Тимчасові члени синоду викликаються на сесію по черзі кожних півроку. Синод скликається Митрополитом Київським і всієї України (Місцеблюстителем) за потребою, але не рідше, ніж чотири рази на рік, і підзвітний Собору єпископів.

### Синод
- засновує або ліквідує єпархії і змінює їхні межі з наступним ухваленням Собором єпископів;
- обирає і поставляє єпархіальних і вікарних архієреїв, у разі необхідності переводить їх на іншу кафедру, а також почисляє за штат і звільняє на спокій;
- у період між соборами та Соборами єпископів ухвалює Статут Київської митрополії УПЦ МП, а також вносить до нього доповнення та зміни.

### Обов'язки
- нагляд за дотриманням соборних постанов і Статуту УПЦ МП;
- розгляд матеріалів з канонізації святих, їх схвалення та передання для затвердження собором єпископів;
- вирішення богословських, літургійних, дисциплінарних, пастирських і церковно-адміністративних питань;
- утворення, реорганізація та ліквідація синодальних установ і місій, ухвалення їх статутів, нагляд за їхньою діяльністю, а також призначення їх керівників;
- утворення, реорганізація та ліквідація духовних навчальних закладів, ухвалення їх статутів, призначення або затвердження їх ректорів;
- утворення, реорганізація та ліквідація монастирів і затвердження їх настоятелів, настоятельок і намісників;
- утворення ставропігій;
- утворення тимчасових комісій для вирішення актуальних питань життя Української православної церкви;
- піклування про розвиток доброчинницької, соціальної та миротворчої діяльності єпархій Української православної церкви;
- піклування про духовну освіту, катехізацію, місіонерство та видавничу діяльність;
- звернення з посланнями до української пастви, а в разі потреби — до співвітчизників за кордоном;
- висловлення позиції Української православної церкви з актуальних проблем сучасного суспільства;
- оцінка найважливіших подій у сфері міжцерковних, міжконфесійних і міжрелігійних стосунків;
- підтримання міжконфесійних і міжрелігійних зв'язків в Україні та за її межами;
- будівництво, реставрація храмів, нагляд за архітектурними пам'ятками та церковним майном;
- вирішення питань, пов'язаних з володінням, користуванням і розпорядженням будівлями та майном, призначеним спеціально для здійснення цілей та завдань Української православної церкви, а також установлення порядку розпорядження, володіння та користування іншим майном Української православної церкви;
- вирішення фінансових питань;
- схвалення бюджету Української православної церкви, фінансувань Синодальних установ та духовних навчальних закладів;
- розгляд звітів архієреїв про стан єпархій та за потреби ухвалення відповідних постанов;
- у разі необхідності тлумачення пунктів Статуту про управління УПЦ МП.

Синод є апеляційним церковним судом щодо єпархіальних судів Української православної церкви.
Секретарем Синоду є Керуючий справами Київської митрополії Української православної церкви. Він є постійним членом синоду за посадою. До його обов'язків входить підготовка матеріалів до засідання синоду і складання його журналів.
Участь членів синоду в його засіданнях є їхнім канонічним обов'язком. Відсутність без поважних причин членів синоду підлягає братньому напоумленню. У виняткових випадках кворум синоду становлять 2/3 його членів. Як правило, засідання синоду є закритими. Члени Синоду мають бути в клобуках і сідають за протоколом, з урахуванням старшинства хіротоній.
Синод працює на підставі порядку денного, який подається Головуючим і синодально схвалюється на початку першого засідання. Питання, що потребують попереднього вивчення, Головуючий завчасно направляє членам синоду. Члени синоду можуть вносити пропозиції щодо порядку денного і порушувати питання з попереднім повідомленням про те Головуючого.
Головуючий керує засіданнями згідно з прийнятим регламентом. У випадку, якщо Митрополит Київський і всієї України з якоїсь причини тимчасово не може виконувати обов'язки Головуючого у Синоді, його обов'язки виконує старший за архієрейською хіротонією постійний член синоду. Тимчасовий Головуючий у Синоді не є канонічним Місцеблюстителем.
Справи у синоді вирішуються загальною згодою усіх членів, які беруть участь у засіданні, або більшістю голосів. При рівній кількості голосів голос Головуючого є вирішальним. Ніхто з присутніх членів синоду не може утриматися від голосування. Кожний з членів синоду у разі незгоди з ухваленим рішенням може висловити окрему думку, про що він має заявити на тому ж засіданні із викладенням її підстав і подати у письмовому вигляді не пізніше трьох днів з дня засідання. Окремі думки додаються до справи, не зупиняючи її вирішення. Головуючий не може своєю владою знімати з обговорення запропоновані у порядку денному питання, перешкоджати їхньому вирішенню або припиняти втілення у життя прийнятих рішень. Коли у синоді розглядається справа за скаргою на членів синоду, зацікавлена особа може бути присутня і давати пояснення, але під час вирішення справи вона повинна залишити зал засідань. При розгляді скарги на Головуючого він передає головування старішому за архієрейською хіротонією архієреєві з числа членів синоду.
Усі журнали та постанови синоду підписуються спочатку Головуючим, а потім усіма присутніми на засіданні членами, навіть якщо деякі з них не згодні з ухваленим рішенням і подали про те окрему думку. Постанови синоду набирають сили після їх підписання.
Починаючи з 2019 року, публікацію журналів Синоду УПЦ було припинено без жодних пояснень (останніми було оприлюднено журнали засідання від 17 грудня 2018 року), відтоді тексти їх недоступні.

## Склад синоду
1. Онуфрій (Березовський), митрополит Київський, Предстоятель УПЦ МП;
2. Агафангел (Саввін), митрополит Одеський і Ізмаїльський;
3. Сергій (Генсіцький), митрополит Тернопільський і Кременецький;
4. Марк (Петровцій), митрополит Хустський і Виноградівський;
5. Феодор (Гаюн), митрополит Кам'янець-Подільський і Городоцький, голова Церковного суду УПЦ МП;
6. Павел (Лебідь), митрополит Вишгородський і Чорнобильський;
7. Мелетій (Єгоренко), митрополит Чернівецький і Буковинський, голова ВЗЦЗ УПЦ МП;
8. Климент (Вечеря), митрополит Ніжинський та Прилуцький;
9. Антоній (Паканич), митрополит Бориспільський і Броварський, керуючий справами УПЦ МП.

Ще три члени обираються з архієреїв по черзі на кожну сесію.

## Синодальні установи
В УПЦ МП діють синодальні установи, які відповідають за певне коло загальноцерковних справ, що входять до їхньої компетенції. Синодальні установи утворюються або ліквідуються рішенням Собору єпископів або синоду та підзвітні їм. Вони очолюються особами, які призначені синодом. Синодальними установами УПЦ МП є:
- Навчальний комітет при синоді УПЦ МП;
- Канонічна комісія при синоді УПЦ МП;
- Відділ зовнішніх церковних зв'язків УПЦ МП;
- Комісія у справах монастирів УПЦ МП;
- Комісія із канонізації святих при синоді УПЦ МП;
- Синодальна богословська комісія;
- Синодальний відділ благодійності та соціального служіння;
- Синодальний відділ по взаємодії зі Збройними Силами та іншими військовими формуваннями України;
- Синодальний відділ релігійної освіти, катихізації та місіонерства;
- Синодальний відділ у справах молоді;
- Синодальний відділ з архітектури, будівництва та охорони пам'яток церковної архітектури;
- Синодальний відділ «Місія духовної просвіти»;
- Синодальний відділ «Місія соціальної допомоги дітям».

За потребою можуть бути створені й інші синодальні установи. Діяльність синодальних установ регулюється їхніми власними Статутами, які схвалюються Священним синодом Української православної церкви та затверджуються Митрополитом Київським і всієї України. Митрополит Київський здійснює вищий нагляд за діяльністю синодальних установ.

### Навчальний комітет при синоді
- Голова: єпископ Ірпінський Климент (Вечеря)

### Богословсько-канонічна комісія при синоді УПЦ МП
Голова: Антоній (Паканич), митрополит Бориспільський і Броварський.

#### Склад
- Антоній (Паканич), митрополит Бориспільський і Броварський — голова;
- Августин (Маркевич), митрополит Білоцерківський і Богуславський;
- Євлогій (Гутченко), архієпископ Сумський і Охтирський — заступник голови;
- Базаринський І. Г., доцент Київської духовної академії — секретар комісії;
- Климент (Вечеря), єпископ Ірпінський проректор Київської духовної академії і Семінарії з навчальної роботи;
- Архімандрит Нестор (Соменок), професор Київської духовної академії;
- Архімандрит Віктор (Коцаба), секретар Вченої ради Київської духовної академії і Семінарії;
- Протоієрей Володимир Савельев, доцент Київської духовної академії;
- Протоієрей Миколай Данилевич, викладач Київської духовної академії і Семінарії;
- Ігумен Сильвестр (Стойчев), викладач Київської духовної академії і Семінарії;
- Бурега В. В., доцент Київської духовної академії;
- Хроненко І. В., викладач Київської духовної академії;
- Ворона В. В., викладач Київської духовної семінарії.

### Відділ зовнішніх церковних зв'язків УПЦ МП
Голова: митрополит Чернівецький і Буковинський, Мелетій (Єгоренко).
Секретар: Протоієрей Миколай Данилевич.

### Комісія у справах монастирів УПЦ МП
Голова: митрополит Вишгородський Павел (Лебідь), вікарій Митрополита Київського і всієї України, намісник Свято-Успенської Києво-Печерської Лаври.

### Комісія по канонізації святих при синоді УПЦ МП
Голова: митрополит Херсонський і Таврійський Іоанн (Сіопко).
Секретар: ігумен Аркадій (Демченко).

#### Склад
- Архієпископ Конотопський і Глухівський Лука (Коваленко)
- Архієпископ Бориспільський Антоній (Паканич)
- Архієпископ Святогірський Арсеній (Яковенко)
- Архієпископ Володимир-Волинський і Ковельський Никодим (Горенко)
- Архієпископ Івано-Франківський і Коломийський Пантелеймон (Луговий)
- Архієпископ Городницький Олександр (Нестерчук)
- Єпископ Фастівський Даміан (Давидов)
- Єпископ Львівський і Галицький Філарет (Кучеров)
- Єпископ Арцизький Віктор (Биков)
- Ігуменя Стефана (Бандура)
- Ігумен Аристарх (Лєбедєв)
- Протодиякон Василій Марущак
- Михалко Іван Юрійович

### Синодальна комісія по діалогу з «УАПЦ»
Голова: митрополит Бориспільський і Броварський Антоній (Паканич).

### Синодальний відділ з благодійності та соціального служіння
Голова: архідиякон Сергій Косовський.

### Синодальний відділ по взаємодії зі Збройними силами та іншими військовими формуваннями України
Голова: митрополит Львівський і Галицький Августин (Маркевич).

### Місіонерський відділ при синоді
Голова: митрополит Полтавський і Миргородський Филип (Осадченко).

### Синодальний відділ у справах молоді
Голова: єпископ Обухівський Іона (Черепанов).

### Синодальний відділ з архітектури, будівництва та охорони пам'ятників церковної архітектури
Голова: протоієрей Віталій Косовський.

### Синодальний інформаційний відділ
Голова: єпископ Ірпінський Климент (Вечеря).

### Синодальний відділ «Місія соціальної допомоги дітям»
Голова: єпископ Львівський і Галицький Філарет (Кучеров).

### Юридичний відділ УПЦ МП
Керівник: Волинець Валентин Феодосійович, заслужений юрист України, адвокат.

### Видавничий відділ
Голова: протоієрей Володимир Савєльєв

### Синодальний відділ «Місія Церква і медицина»
Голова: протоієрей Геннадій Батенко.

### Синодальний відділ «Церква і культура»
Голова: ігуменя Серафима (Шевчик), настоятельниця Одеського Свято-Михайлівського жіночого монастиря

### Синодальний відділ релігійної освіти і катихізації
Голова: єпископ Макарівський Іларій (Шишковський), вікарій Київської митрополії.

### Церковний суд
Голова: митрополит Кам'янець-Подільський і Городоцький Феодор (Гаюн).

#### Склад
- Митрополит Тернопільський і Кременецький Сергій (Генсіцький);
- Архієпископ Овруцький і Коростенський Віссаріон (Стретович);
- Архієпископ Святогірський Арсеній (Яковенко), вікарій Донецької єпархії;
- Архієпископ Сумський і Охтирський Євлогій (Гутченко);
- Архієпископ Кіровоградський і Новомиргородський Іоасаф (Губень);
- Протоієрей Василій Ковальчук, клірик Чернівецької єпархії;
- Протоієрей Василій Галяс, клірик Тернопільської єпархії;
- Протоієрей Євгеній Васьковський, клірик Овруцької єпархії;
- Протоієрей Сергій Кнігніцький, клірик Горлівської єпархії;
- Протоієрей Іоанн Щербан, клірик Новокаховської єпархії;
- Протоієрей Костянтин Маслов, клірик Кременчуцької єпархії.

### Літургічно-богослужбова комісія при синоді
Голова: єпископ Новокаховський та Генічеський Філарет (Звєрєв).

#### Склад
- Єпископ Сєвєродонецький і Старобільський Никодим (Барановський);

- Архімандрит Полікарп (Ліненко), насельник Свято-Успенської Києво-Печерської Лаври;
- Протоієрей Олег Скнар, клірик Київської єпархії;
- Протоієрей Андрій Ніколаїді, викладач ОДС;
- Протоієрей Олег Кожушний, викладач КДАіС;
- Ігумен Роман (Підлубняк), регент хору КДАіС.

### Синодальний відділ у справах сім'ї
Голова: єпископ Ровеньківський і Свердловський Пантелеймон (Поворознюк).

#### Склад
- Протоієрей Олег Мельничук, клірик Київської єпархії
- Протоієрей Валентин Мороз, клірик Житомирської єпархії

### Синодальний відділ у справах пастирської опіки пенітенціарної (тюремної) системи
Голова: священик Віктор Яценко.

### Синодальний відділ у справах пастирської опіки козацтва України та духовно-фізичного виховання молоді
Голова: єпископ Запорізький і Мелітопольський Іосиф (Масленніков).